# Banovići
Banovići – miasto w Bośni i Hercegowinie, w Federacji Bośni i Hercegowiny, w kantonie tuzlańskim, siedziba gminy Banovići. W 2013 roku liczyło 6432 mieszkańców, z czego większość stanowili Boszniacy.